# Malayotyphlops ruber
Espèce
Synonymes
- Typhlops ruber Boettger, 1897

Statut de conservation UICN

 LC  : Préoccupation mineure
Malayotyphlops ruber est une espèce de serpents de la famille des Typhlopidae. 

## Répartition
Cette espèce est endémique des Philippines. Elle se rencontre sur les îles de Samar et de Mindoro.

## Publications originales
- Boettger, 1897 : Neue Reptilien und Batrachier von den Philippinen. Zoologischer Anzeiger, vol. 20, p. 161-166 (texte intégral).